# 乌撒府
乌撒府，中国明清时设置的一个府。
明朝洪武十四年（1381年），设置乌撒府，授实卜乌撒土知府，治所在乌撒（今贵州省威宁彝族回族苗族自治县），辖地为晋威宁、赫章等，隶属于云南承宣布政使司。十五年（1382年），设立乌撒卫指挥司，隶属于云南都指挥使司。十六年（1383年），乌撒府改属四川承宣布政使司。十七年（1384年），升为乌撒军民府。永乐十二年（1414年），乌撒卫隶属于贵州都指挥使司。 
清圣祖康熙四年（1665年），清朝平定水西土司安坤和乌撒土司安重圣。五年（1666年），改四川乌撒府为威宁州（威镇安宁），隶属于贵州省。